# Zbójnicka Nyża
Zbójnicka Nyża (Zbójecka Nisza, Nyża Zbójnicka) – jaskinia, a właściwie schronisko, w Dolinie Kościeliskiej w Tatrach Zachodnich. Ma dwa otwory wejściowe w masywie Organów, w pobliżu Jaskini Naciekowej, na wysokości 1182 i 1186 m n.p.m. Długość jaskini wynosi 15 metrów, a jej deniwelacja 3,5 metra.

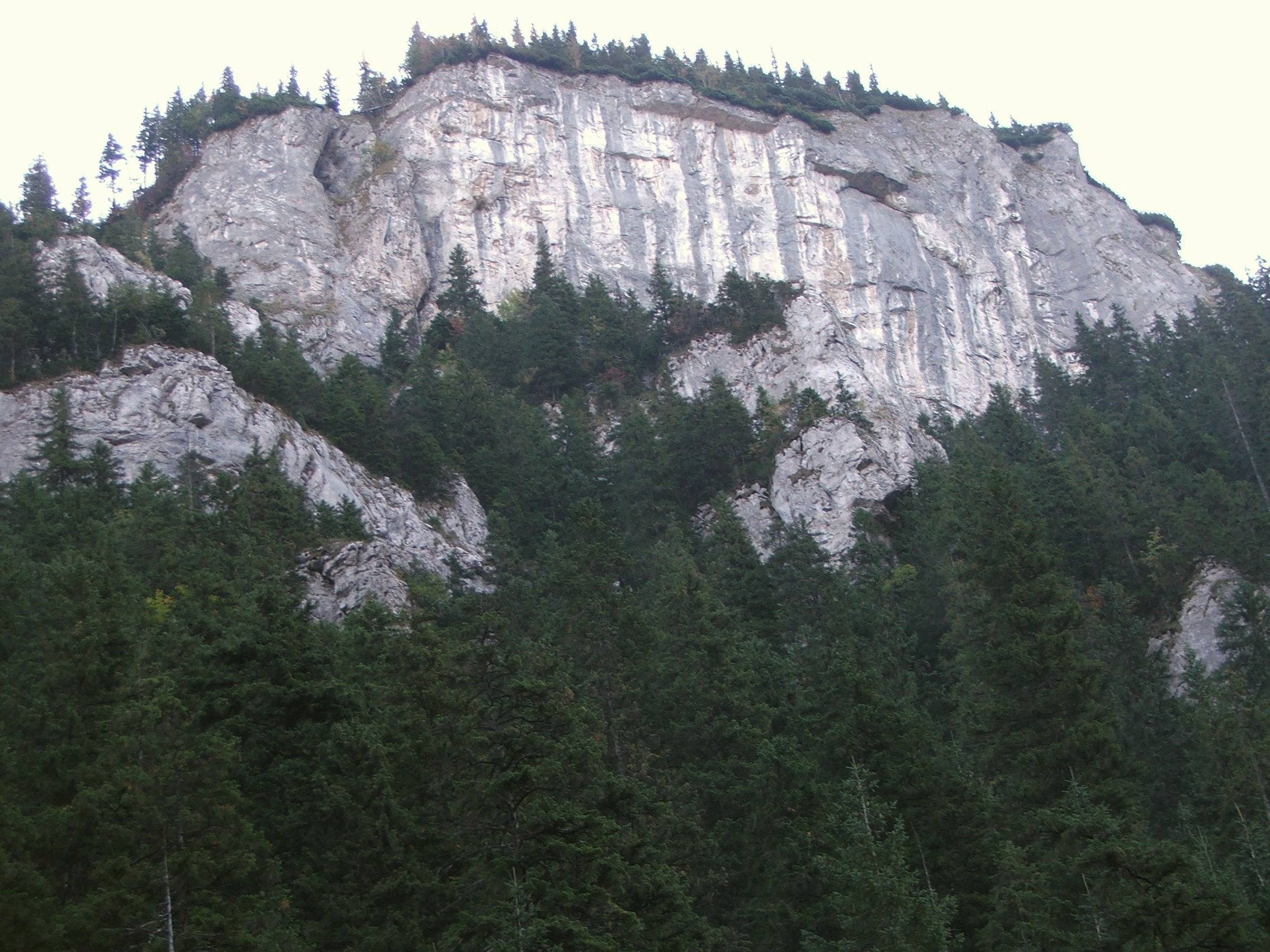
Organy w Dolinie Kościeliskiej

## Opis jaskini
Jaskinią jest wąski korytarzyk prowadzący z niszy przy obszernym otworze górnym do 3,7-metrowej studzienki, w której dnie znajduje się niewielki otwór dolny.

## Przyroda
W jaskini można spotkać nacieki grzybkowe. Ściany są suche, rosną na nich porosty.

## Historia odkryć
Jaskinia była znana od dawna. Pierwszy jej plan sporządzili Stefan Zwoliński i Władysław Gorycki w 1934 roku.